# Patrick Lindner
Pour les articles homonymes, voir Lindner.
Patrick Lindner, de son vrai nom Friedrich Günther Raab (né le 27 septembre 1960 à Munich) est un chanteur allemand.

## Biographie
Patrick Lindner est le fils d'un employé d'assurance et d'une femme au foyer. Il travaille d'abord comme cuisinier puis remporte avec la chanson Die kloane Tür zum Paradies la deuxième place du Grand Prix der Volksmusik en 1989 et commence sa carrière. Ses premiers succès sont composés par Jean Frankfurter et écrits par Irma Holder. Lindner est le protagoniste de plusieurs émissions de télévision, comme Patrick Lindner persönlich, So ein Tag mit guten Freunden  ou Patrick Lindner Show sur ZDF (jusqu'en 1998). Il fait des apparitions dans des séries télévisées allemandes telles que Soko brigade des stups ou Das Traumschiff.
En 1997, avec l'album Himmelweit, Lindner se détourne du volkstümliche schlager pour des mélodies plus modernes. Il garde ce style pour les quatre albums suivants. En 1999, il se présente avec Ein bisschen Sonne au concours de sélection pour représenter l'Allemagne au Concours Eurovision de la chanson et termine à la sixième place.
En 2005, il sort avec Thilo Wolf Big Band Gigolo, un album avec essentiellement des titres swing anglophones. La même année, il participe à l'émission de RTL de concours de cuisine In Teufels Küche et la remporte.
Le tribunal de district de Munich condamne Patrick Lindner en 2005 à une amende de 150 000 euros. Il avait déclaré au service fiscal des pertes dans la location de sa villa de Munich-Grünwald à son ancien compagnon, alors qu'il y vivait.
En 2006, l'album Die Sonne ist für alle da est un retour à la collaboration avec Jean Frankfurter et Irma Holder et à des chansons plus folkloriques. Avec le titre Wie ein Sternenregen in der Nacht, il prend la deuxième place de la sélection allemande du Grand Prix der Volksmusik en 2006 et est septième de la finale internationale. Patrick Lindner tourne régulièrement à travers l'Europe germanophone.
En 2008, il tient un rôle important dans le téléfilm musical Das Musikhotel am Wolfgangsee diffusé sur ARD, ORF 2 et SRF 1.
En 2012, il participe à Let's Dance avec comme partenaire Isabel Edvardsson.
En 1999, il adopte un enfant d'origine russe âgé de huit mois. En 2005, il se sépare de son compagnon de longue date et manager Michael Link.

## Discographie
- 10/1988 : Der Traum von ewiger Liebe
- 04/1989 : Die kloane Tür zum Paradies
- 10/1989 : Dann muass i hoam
- 12/1989 : Lasst das Licht in eure Herzen
- 03/1990 : Die kleinen Dinge des Lebens
- 07/1990 : Des is a Wahnsinn
- 01/1991 : Manchmal braucht man was, an des ma glaub'n kann
- 07/1991 : Ich hätt’ dich sowieso geküsst
- 11/1991 : Die Kloane aus der letzten Bank
- 02/1992 : Du schaffst mi
- 06/1992 : Der Mensch in dir
- 09/1992 : Ein kleines Feuer, das dich wärmt
- 01/1993 : Ohne Zärtlichkeit geht gar nix
- 05/1993 : Anna Lena
- 09/1993 : Das Glück ist ein seltsames Vogerl
- 03/1994 : Ich kann keine traurigen Augen seh’n
- 07/1994 : Ich will dir immer wieder rote Rosen schenken
- 01/1995 : Meine Lieder streicheln dich
- 03/1995 : Liebe ist viel mehr als nur ein Wort (avec Christopher Barker)
- 06/1995 : Ein Herz voll Schmetterlinge
- 10/1995 : Daheim, das ist Geborgenheit
- 04/1996 : Ein Stern am Himmel ist noch frei
- 08/1996 : Mein schönstes Geschenk, das bist du
- 01/1997 : Hast du heut’ wirklich schon gelebt
- 05/1997 : Tausend Sonnen
- 09/1997 : Zärtlicher Regen
- 03/1998 : Bring mir die Sonne wieder zurück
- 07/1998 : Bleib bei mir
- 10/1998 : Weil ich weiß
- 03/1999 : Ein bisschen Sonne, ein bisschen Regen
- 08/1999 : Wir sind stark genug
- 01/2000 : Jeder braucht einen Freund
- 06/2000 : Bis dein Herz wieder hier ist
- 11/2000 : Wenn es noch Wunder gibt
- 07/2001 : Playa del sol
- 11/2001 : Du bist mein Kind
- 02/2002 : Leb dein Leben so wie du es fühlst
- 07/2002 : Spiel den Sirtaki nochmal
- 10/2002 : Reich deine Hand
- 03/2003 : Wann seh’n wir uns wieder
- 08/2003 : Halleluja – auf das Leben
- 10/2005 : Soviel Liebe lebt in dir
- 01/2006 : Gefühl ist eine Achterbahn
- 05/2006 : Wie ein Sternenregen in der Nacht
- 09/2006 : Mit Sehnsucht ist ein Tag so lang
- 01/2007 : Wer weiß das schon
- 04/2007 : Bella Italia
- 06/2007 : Heute, hier und jetzt
- 08/2007 : Im Karussell der Träume
- 11/2007 : Ein Gefühl wie Weihnachten (Duo avec Kristina Bach)
- 01/2008 : Weil wir alle keine Engel sind
- 05/2008 : Jedes Herz braucht eine Heimat
- 10/2008 : ’S mag net hell werd’n
- 02/2009 : Das Leben ist doch zum Leben da
- 06/2009 : Fang dir die Sonne
- 09/2009 : Schmetterling der Nacht
- 01/2010 : Dein Herz
- 04/2010 : Zurück in Richtung Sommerwind
- 09/2010 : Wenn der Himmel brennt
- 12/2010 : Das verlorene Lächeln
- 04/2011 : Vielleicht wirst du lieben
- 09/2011 : Denn auch du bist ein Held
- 06/2012 : Schenk mir deinen Talisman
- 10/2012 : Auch für dich (nur Promo)
- 05/2013 : Olê Hola
- 10/2013 : Mit dir ist jede Stunde ein Geschenk
- 03/2014 : Dann kamst du
- 07/2014 : Sommer im Haar
- 01/2015 : Von New York bis zu den Sternen
- 04/2015 : Mi corazon
- 03/2016 : Du bist die Musik in mir

### Albums
- 05/1989 : Die kloane Tür zum Paradies
- 04/1990 : Die kleinen Dinge des Lebens
- 11/1990 : Weihnachten mit Patrick Lindner
- 08/1991 : Eine Handvoll Herzlichkeit
- 10/1992 : Ohne Zärtlichkeit geht gar nix
- 04/1994 : Liebe ist das Salz der Erde
- 02/1995 : Meine Lieder streicheln dich
- 10/1995 : Weihnachtszeit - Stille Zeit
- 08/1996 : Herzlich willkommen in meinem Leben
- 05/1998 : Himmelweit
- 09/1999 : Stark genug
- 11/2000 : Wenn es noch Wunder gibt
- 08/2001 : Mammamia!
- 03/2003 : Halleluja - auf das Leben
- 03/2005 : Gigolo (avec le Thilo Wolf Big Band)
- 02/2006 : Die Sonne ist für alle da
- 02/2007 : Heute, hier und jetzt
- 11/2007 : Fröhliche Weihnacht mit Patrick Lindner
- 05/2008 : Jedes Herz braucht eine Heimat
- 08/2009 : Fang dir die Sonne
- 10/2010 : Schenk dir den Tag
- 01/2012 : Böhmisch klingt’s am Besten
- 05/2014 : Nur mit deiner Liebe
- 04/2016 : Mittenrein ins Glück

## Source de la traduction
- (de) Cet article est partiellement ou en totalité issu de l’article de Wikipédia en allemand intitulé « Patrick Lindner » (voir la liste des auteurs).